# 小田急相模原站

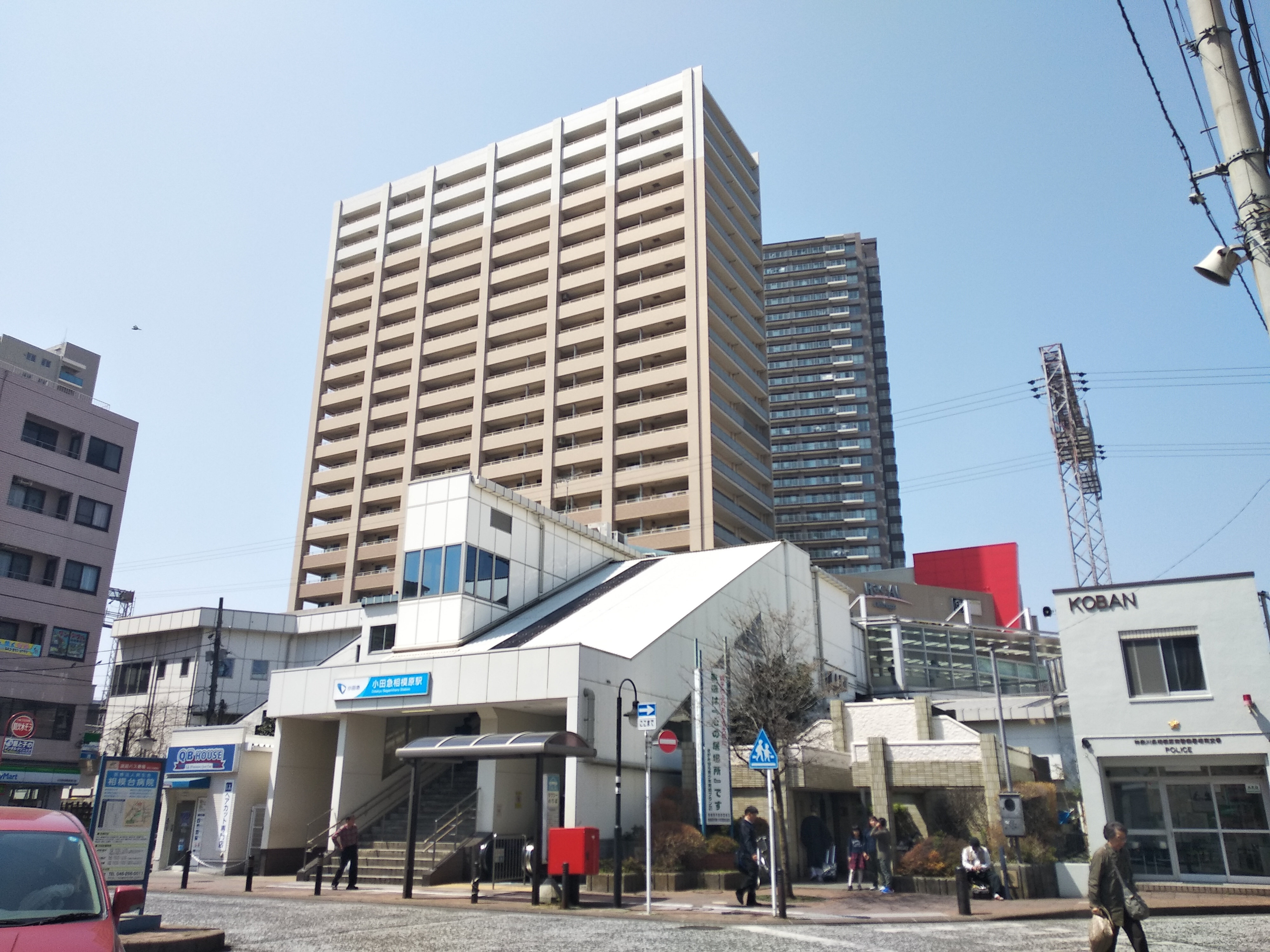
南口（2019年4月）

小田急相模原站（日语：／ Odakyū-sagamihara eki */?）是位於神奈川縣相模原市南區南台三丁目，屬於小田急電鐵小田原線的鐵路車站。車站編號是OH 29。地方居民與使用者簡稱為「小田相」（Oda-saga）。

## 歷史
- 1938年（昭和13年）3月1日：相模原站開業。為「直通」與急行停靠站。
- 1941年（昭和16年）4月5日：隨著橫濱線相模原站開業更名為小田急相模原站。
- 1944年（昭和19年）11月：因戰況惡化，中止急行班次。
- 1945年（昭和20年）6月：廢止「直通」班次，各站停車延伸至全線，本站為停車站。
- 1946年（昭和21年）10月1日：新增準急班次，為其停靠站。
- 1960年（昭和35年）3月25日：新增通勤準急班次，為其停靠站。
- 2004年（平成16年）12月11日：新增區間準急班次，為其停靠站。
- 2012年（平成24年）7月17日：新設列車資訊顯示器。
- 2018年（平成30年）3月17日：改點，成為新設的通勤準急停車站。

### 站名由來
本站以本地地名「相模原」命名為「相模原」。之後隨著現在東日本旅客鐵道（JR東日本）橫濱線「相模原站」開業而更名為「小田急相模原」。
本站與JR相模原站分別位於舊相模原市域的中央與南端，直線距離約9公里。另外，多摩線的延長計畫是連結至JR相模原站。

## 車站構造

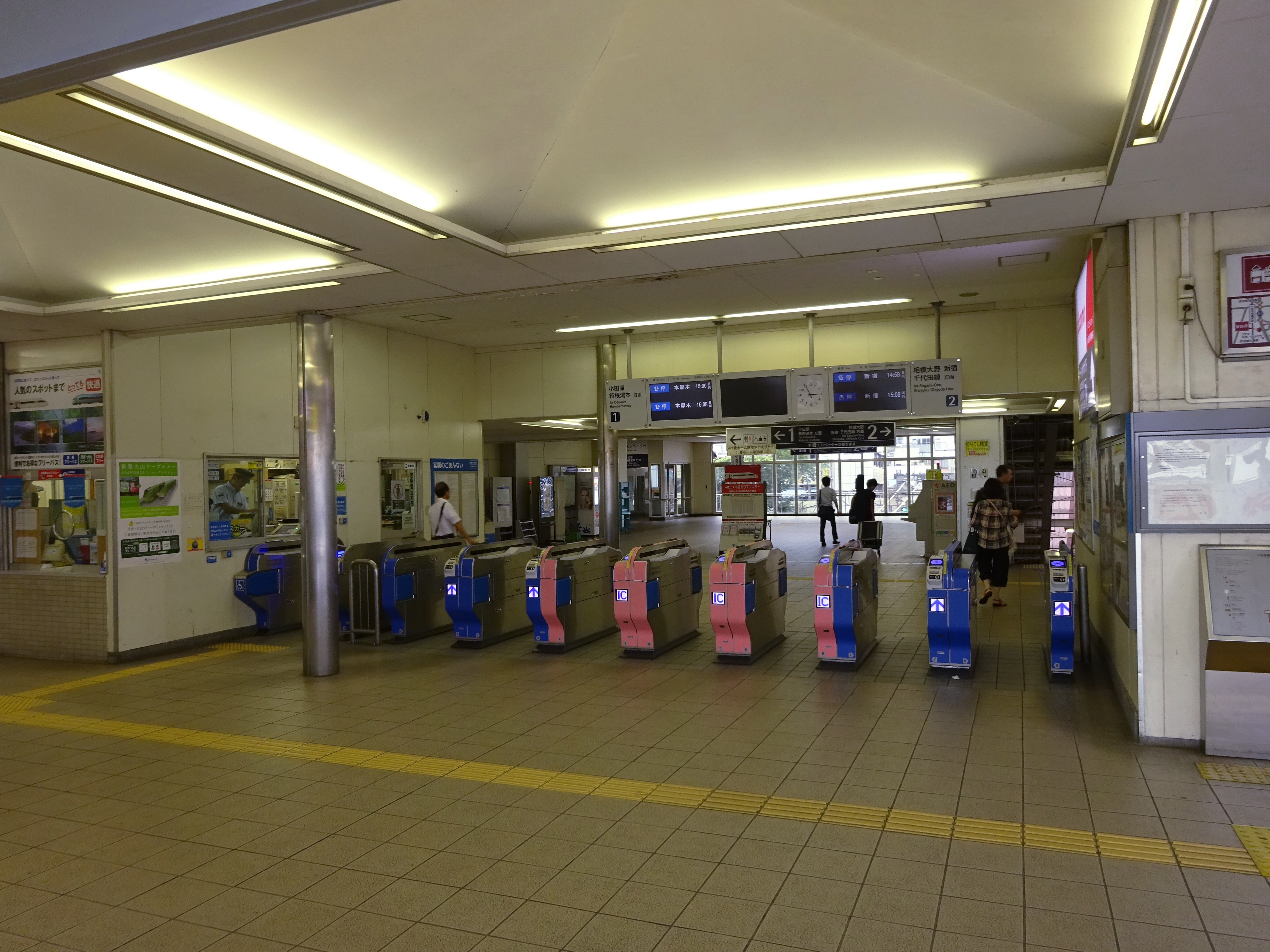
驗票口（2015年9月）

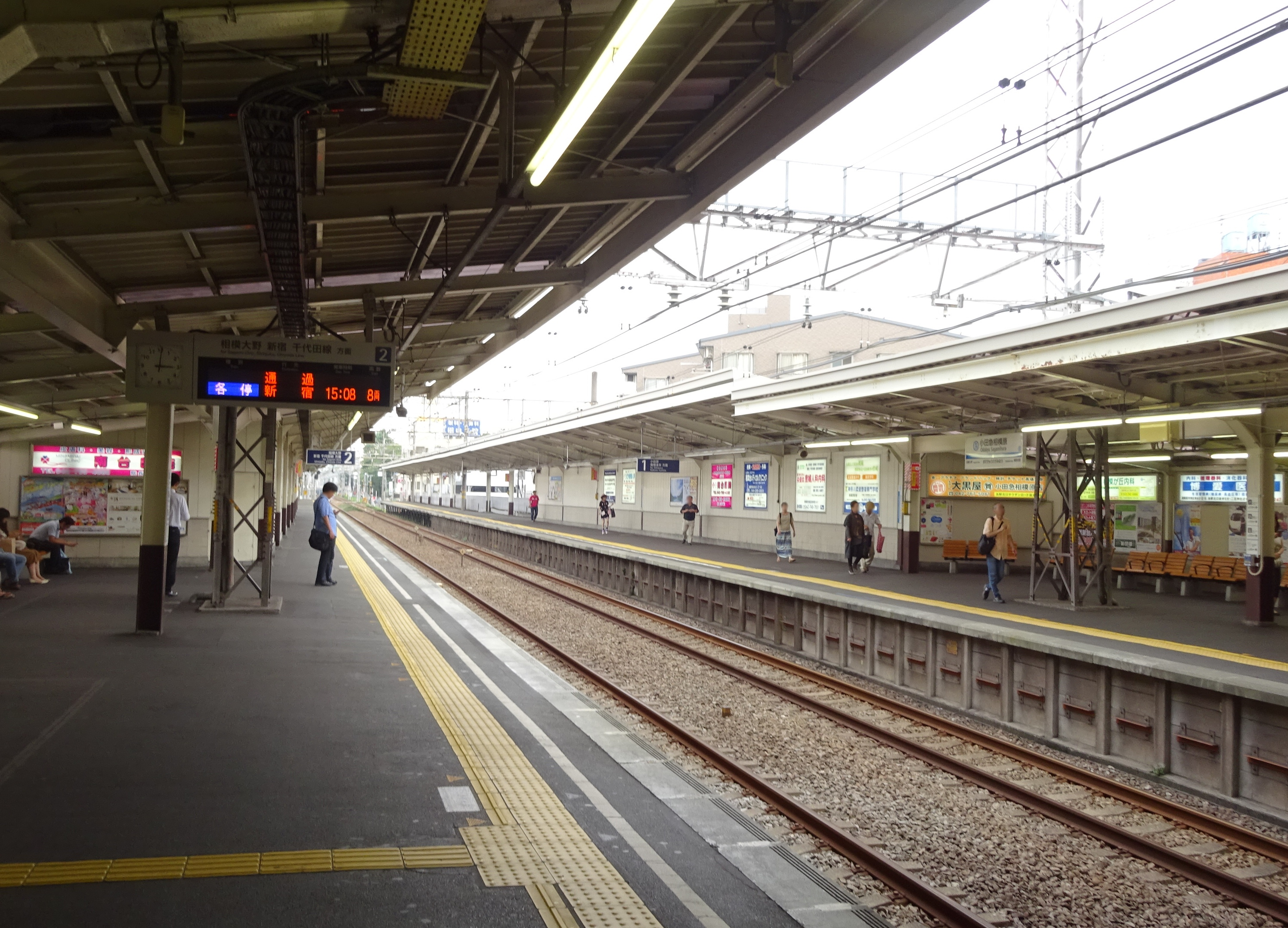
月台（2015年9月）

本站是對向式月台2面2線地面車站，為跨站式站房。2007年（平成19年）2月24日，上行、下行月台與南口電梯啟用。同年7月14日新北口通道開通。
| 月台 | 路線     | 方向 | 目的地                       |
| ---- | -------- | ---- | ---------------------------- |
| 1    | 小田原線 | 下行 | 小田原、箱根湯本方向         |
| 2    | 小田原線 | 上行 | 相模大野、新宿、千代田線方向 |

### 車站設備
- 電梯（南口與北口）
- 電扶梯（北口往上1座，南口往上1座）
- 橫濱銀行ATM
- 廁所（下行月台）
- 2012年7月17日，新設列車資訊顯示器[3]。

## 使用情況
2017年度1日平均上下車人次為56,568人。
小田急線全部70個車站當中排名20位。
近年1日平均上下車人次、上車人次變化如下表。
| 年度               | 1日平均 上下車人次 | 1日平均 上車人次 | 來源                |
| ------------------ | ------------------ | ---------------- | ------------------- |
| 1975年（昭和50年） | 48,952             | 24,141           |                     |
| 1980年（昭和55年） | 50,881             | 25,695           |                     |
| 1985年（昭和60年） | 54,001             | 27,156           |                     |
| 1989年（平成元年） | 61,564             |                  |                     |
| 1990年（平成02年） |                    | 31,449           |                     |
| 1993年（平成05年） | 63,542             |                  |                     |
| 1995年（平成07年） |                    | 30,327           | [ 神奈川県統計 1 ]  |
| 1998年（平成10年） | 57,429             | 29,351           | [ 神奈川県統計 2 ]  |
| 1999年（平成11年） |                    | 28,860           | [ 神奈川県統計 3 ]  |
| 2000年（平成12年） |                    | 28,555           | [ 神奈川県統計 3 ]  |
| 2001年（平成13年） |                    | 28,543           | [ 神奈川県統計 4 ]  |
| 2002年（平成14年） | 55,895             | 28,402           | [ 神奈川県統計 5 ]  |
| 2003年（平成15年） | 55,944             | 28,389           | [ 神奈川県統計 6 ]  |
| 2004年（平成16年） | 55,388             | 28,002           | [ 神奈川県統計 7 ]  |
| 2005年（平成17年） | 54,477             | 27,585           | [ 神奈川県統計 8 ]  |
| 2006年（平成18年） | 54,111             | 27,419           | [ 神奈川県統計 9 ]  |
| 2007年（平成19年） | 54,473             | 27,595           | [ 神奈川県統計 10 ] |
| 2008年（平成20年） | 55,754             | 28,182           | [ 神奈川県統計 11 ] |
| 2009年（平成21年） | 55,392             | 27,940           | [ 神奈川県統計 12 ] |
| 2010年（平成22年） | 55,034             | 27,719           | [ 神奈川県統計 13 ] |
| 2011年（平成23年） | 54,366             | 27,386           | [ 神奈川県統計 14 ] |
| 2012年（平成24年） | 55,530             | 27,969           | [ 神奈川県統計 15 ] |
| 2013年（平成25年） | 56,767             | 28,626           | [ 神奈川県統計 16 ] |
| 2014年（平成26年） | 55,612             | 27,978           | [ 神奈川県統計 17 ] |
| 2015年（平成27年） | 56,293             | 28,330           | [ 神奈川県統計 18 ] |
| 2016年（平成28年） | 56,153             | 28,233           | [ 神奈川県統計 19 ] |
| 2017年（平成29年） | 56,568             |                  |                     |

## 車站周邊
車站西方有平交道，往前是座間市。車站北側有縣道町田厚木線（行幸道路）通過，往國立醫院機構相模原醫院方面已形成商店街。以前北口曾有大型商業設施。南口附近的松枝町一帶有許多商店。自1960年代鶴丘團地等開發起，1970年代達到高峰，相模原、座間兩市域形成廣大的住宅區。另外，在車站北口進行再開發後，2005年（平成17年）3月24日關閉北口站前圓環，東側開設臨時站前廣場與圓環。
2007年（平成19年）12月2日，北口舊廣場重新開發的地下4層地上20層住商混合大樓「Rac-AL odasaga」（ラクアル・オダサガ）開幕。
接著，行幸道路北側的地下1層地上29層住商混合大樓「Pairnade Odasaga」（ペアナードオダサガ）於2013年（平成25年）10月10日開業。小田急相模原站與Rac-AL odasaga二樓有步道連結。

### 北口
- Rac-AL odasaga（ラクアル・オダサガ）
  - 主要租戶
    - Odakyu OX相模原店
    - 地雞屋
    - 京樽（日语：京樽）
    - DOUTOR COFFEE SHOP（日语：ドトールコーヒーショップ）小田急相模原店
    - 松本清
    - 麥當勞小田急相模原店
    - COCO'S JAPAN（日语：ココスジャパン）小田急相模原店
    - Popolamama（日语：ポポラマーマ）小田急相模原店
    - CHINA DINING（チャイナダイニング） 紅高粱
    - 海鮮矢的（矢まと）小田急相模原店
    - 大創百貨Rac-AL odasaga店
    - 啓文堂書店（日语：京王書籍販売）小田急相模原店
    - SoftBankRac-AL odasaga店
- Pairnade Odasaga（ペアナードオダサガ）
  - 主要租戶
    - FamilyMart萬屋Pairnade店
    - 上島珈琲Pairnade Odasaga店
    - 摩斯漢堡Pairnade Odasaga店
    - 薩莉亞小田急相模原店
    - 大戶屋（日语：大戸屋ホールディングス）小田急相模原店
    - DOCOMO SHOP小田急相模原店
- 座間郵局（日语：座間郵便局）
  - 郵貯銀行座間店
- 相模台郵局
- 相模原市公所相模台出張所
- 美軍相模原住宅（日语：相模原住宅地区）
- 國立醫院機構相模原醫院（日语：国立病院機構相模原病院）
- THOUSAND ROAD（サウザンロード）相模台商店街
- 三井住友銀行相模原支店
- 橫濱銀行相模台支店
- 綺羅星銀行（日语：きらぼし銀行）相模台支店
- 平塚信用金庫（日语：平塚信用金庫）相模台支店

### 南口
- 瑞穗銀行小田急相模原支店
- 神奈川銀行（日语：神奈川銀行）相模台支店
- ACT（アクト）南口一番街商店街
- 相模銀座商店會
- 伊藤洋華堂相模原店
- 米山旅館
- 東海大學附屬相模高等學校及中等部
- 相模原松枝郵局
- 座間市公所北出張所
- AEON MALL座間
- CAREST座間（日语：日産カレスト）
  - 日產自動車座間事業所
- 相模台醫院
- FamilyMart小田急相模原南口店
- LAWSON Three F（日语：スリーエフ）小田急相模原店
- LAWSON 100（日语：ローソンストア100）小田急相模原店

## 巴士路線
以下路線由神奈川中央交通運行。
小田急相模原站
- 1號乘車處（國立相模原醫院方向）
  - 小04 - 往北里大學醫院（日语：北里大学病院）、北里大學
  - 小14 - 經北里大學醫院、北里大學往麻溝車庫
  - 相21 - 經北里大學醫院、北里大學往相模原站南口
  - 古09 - 經大沼往古淵站
  - 町09 - 經大沼、古淵站往町田巴士中心
  - 小11 - 往相武台Green Park
- 2號乘車處
  - 小02 - 往南林間站
  - 小03 - 經AEON MALL座間往南林間站
  - 小05 - 往AEON MALL座間（直達）
  - 小06 - 往相模大野站北口
- 下車處
  - 東京站、新宿站的深夜急行巴士（往本厚木站）也在本站下車

## 停靠急行的要求
神奈川縣鐵道輸送力增強促進會議在2006年度小田急電鐵請求書中提出讓急行班次在尖峰時刻停靠本站的建議。對此，小田急電鐵表示「會影響急行的速達性」而予以拒絕（若急行停靠本站則將連續停靠3站）。東林間站也是相同理由。

## 相鄰車站
小田急電鐵
 小田原線

■快速急行、■急行
通過
□通勤準急、■準急、■各站停車（通勤準急僅上行、準急僅下行停車）
相模大野（OH 28）－（相模大野分岐點）－小田急相模原（OH 29）－相武台前（OH 30）

### 來源
小田急電鐵1日平均使用人數
1. ↑  1日平均乗降人員 （页面存档备份，存于） - 小田急電鉄

小田急電鐵統計資料
1. ↑  相模原市統計書 （页面存档备份，存于） - 相模原市
2. ↑  統計要覧 （页面存档备份，存于） - 座間市
3. ↑  各種報告書 （页面存档备份，存于） - 関東交通広告協議会
4. ↑  .   [2016-05-14]. （原始内容存档于2015-09-27）.

神奈川縣縣勢要覽
1. ↑  線区別駅別乗車人員（1日平均）の推移 （页面存档备份，存于） - 21ページ
2. ↑  平成12年 - 223ページ
3. 1 2  平成13年PDF - 225ページ
4. ↑  平成14年PDF - 223ページ
5. ↑  平成15年PDF - 223ページ
6. ↑  平成16年PDF - 223ページ
7. ↑  平成17年PDF - 225ページ
8. ↑  平成18年PDF - 225ページ
9. ↑  平成19年PDF - 227ページ
10. ↑  平成20年PDF - 231ページ
11. ↑  平成21年PDF - 241ページ
12. ↑  平成22年PDF - 239ページ
13. ↑  平成23年PDF - 239ページ
14. ↑  平成24年PDF - 235ページ
15. ↑  平成25年PDF - 237ページ
16. ↑  平成26年PDF - 239ページ
17. ↑  平成27年PDF - 239ページ
18. ↑  平成28年PDF - 247ページ
19. ↑  平成29年PDF - 239ページ

## 外部連結
- 小田急相模原 - 小田急電鐵